# Wereldkampioenschap dammen 1983 (match)

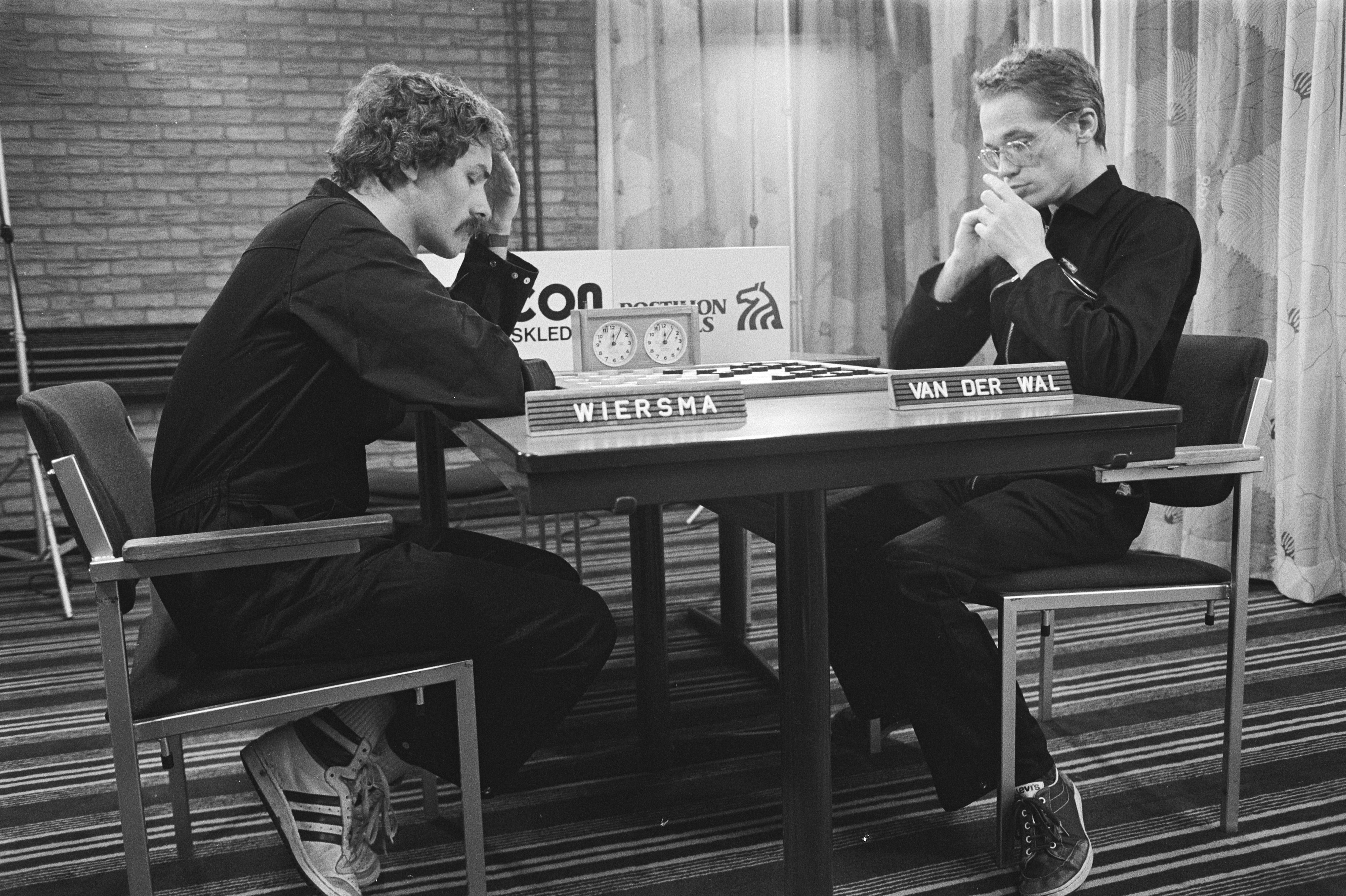
Wiersma (links) en van der Wal tijdens de match.

De match om het wereldkampioenschap dammen 1983 werd van 21 oktober t/m 17 november 1983 gespeeld door titelverdediger Harm Wiersma en de door hem als wereldkampioen onttroondde Jannes van der Wal.
De match bestond uit 20 partijen en werd gespeeld in de Nederlandse plaatsen Dordrecht, Bunnik, Deventer en Heerenveen.
In Heerenveen werden de laatste zeven partijen gespeeld.
Wiersma won de 14e partij en de overige partijen eindigden in remise.
Wiersma won de match dus met 21 - 19 en behaalde daarmee zijn vijfde wereldtitel.

## Resultaten
| Rang | Land | Naam               | 1 | 2 | 3 | 4 | 5 | 6 | 7 | 8 | 9 | 10 | 11 | 12 | 13 | 14 | 15 | 16 | 17 | 18 | 19 | 20 | punten |
| ---- | ---- | ------------------ | - | - | - | - | - | - | - | - | - | -- | -- | -- | -- | -- | -- | -- | -- | -- | -- | -- | ------ |
| 1    | NED  | Harm Wiersma       | 1 | 1 | 1 | 1 | 1 | 1 | 1 | 1 | 1 | 1  | 1  | 1  | 1  | 2  | 1  | 1  | 1  | 1  | 1  | 1  | 21     |
| 2    | NED  | Jannes van der Wal | 1 | 1 | 1 | 1 | 1 | 1 | 1 | 1 | 1 | 1  | 1  | 1  | 1  | 0  | 1  | 1  | 1  | 1  | 1  | 1  | 19     |